# シレシテス科
シレシテス科（学名：Silesitidae）は、デスモセラス上科に属するアンモナイトの科。白亜紀のバレミアンに生息していた。

## 概要
本科に属する種の化石は、南極、フランス、ハンガリー、イタリア、メキシコ、モロッコ、スロバキア、スペインの白亜紀の堆積物から発見されている。